# Калмен (округ)
Ка́лмен (англ. Cullman County) — округ в США, штате Алабама. Официально образован в 1877 году. По состоянию на 2000 год, численность населения составляла 77 483 человек. Административный центр округа — Калмен.

## География
По данным Бюро переписи США, общая площадь округа — 1955 км², из которых 1912,5 км² — суша, а 42,4 км² или 2,17% — это водоемы.

### Соседние округа
|         | Лоренс | Морган | Маршалл |  |
| Уинстон | север  | Блант  |         |  |
| Уинстон | Калмен | Блант  |         |  |
| Уинстон | юг     | Блант  |         |  |
| Уолкер  |        |        |         |  |

## Демография
По данным переписи населения 2000 года в округе проживало 77 483 жителей, в составе 30 706 хозяйств и 22 476 семей. Плотность населения была 41 чел. на 1 квадратный километр. Насчитывалось 35 233 жилых домов. Расовый состав населения был 96,81% белых, 0,96% чёрных или афроамериканцев, и 1,03% представители двух или более рас. 2,18% населения являлись испаноязычными или латиноамериканцами.
Из 30 706 хозяйств 32,1% воспитывают детей возрастом до 18 лет, 60,8% супружеских пар живущих вместе, 8,7% женщин-одиночек, 26,8% не имели семей. 24% от общего количества живут самостоятельно, 10,4% — лица старше 65 лет, живущие в одиночку. В среднем на каждое хозяйство приходилось 2,49 человека, среднестатистический размер семьи составлял 2,94 человека.
Показатели по возрастным категориям в округе были следующие: 24,3% жители до 18 лет, 8,8% от 18 до 24 лет, 28,3% от 25 до 44 лет, 24% от 45 до 64 лет, и 14,6% старше 65 лет. Средний возраст составлял 38 лет. На каждых 100 женщин приходилось 97,3 мужчины. На каждых 100 женщин в возрасте 18 лет и старше приходилось 94,2 мужчины.